# Aclidinium/formoterol
Aclidinium/formoterol (tên thương mại Duaklir và Brimica) là một loại thuốc kết hợp để hít, được sử dụng trong quản lý bệnh phổi tắc nghẽn mạn tính (COPD). Nó bao gồm aclidinium bromide, một chất đối vận muscarinic tác dụng dài và formoterol, một chất chủ vận β2 tác dụng dài.